# Sonneratia ovata
Sonneratia ovata är en fackelblomsväxtart som beskrevs av Cornelis Andries Backer. Sonneratia ovata ingår i släktet Sonneratia och familjen fackelblomsväxter. Inga underarter finns listade i Catalogue of Life.